# Gladiolus debilis
Gladiolus debilis es una especie de gladiolo que se encuentra Sudáfrica.  

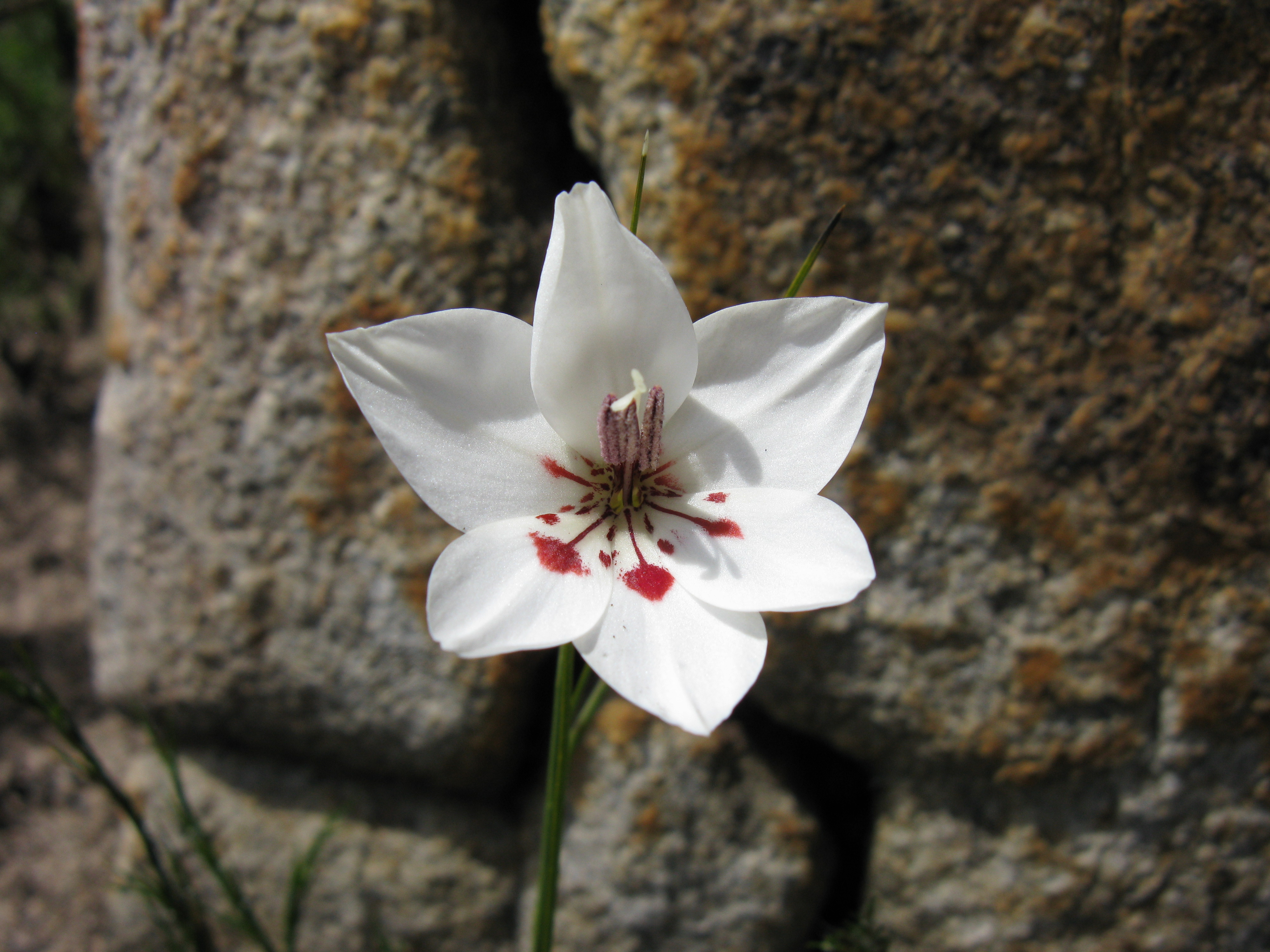
Flor

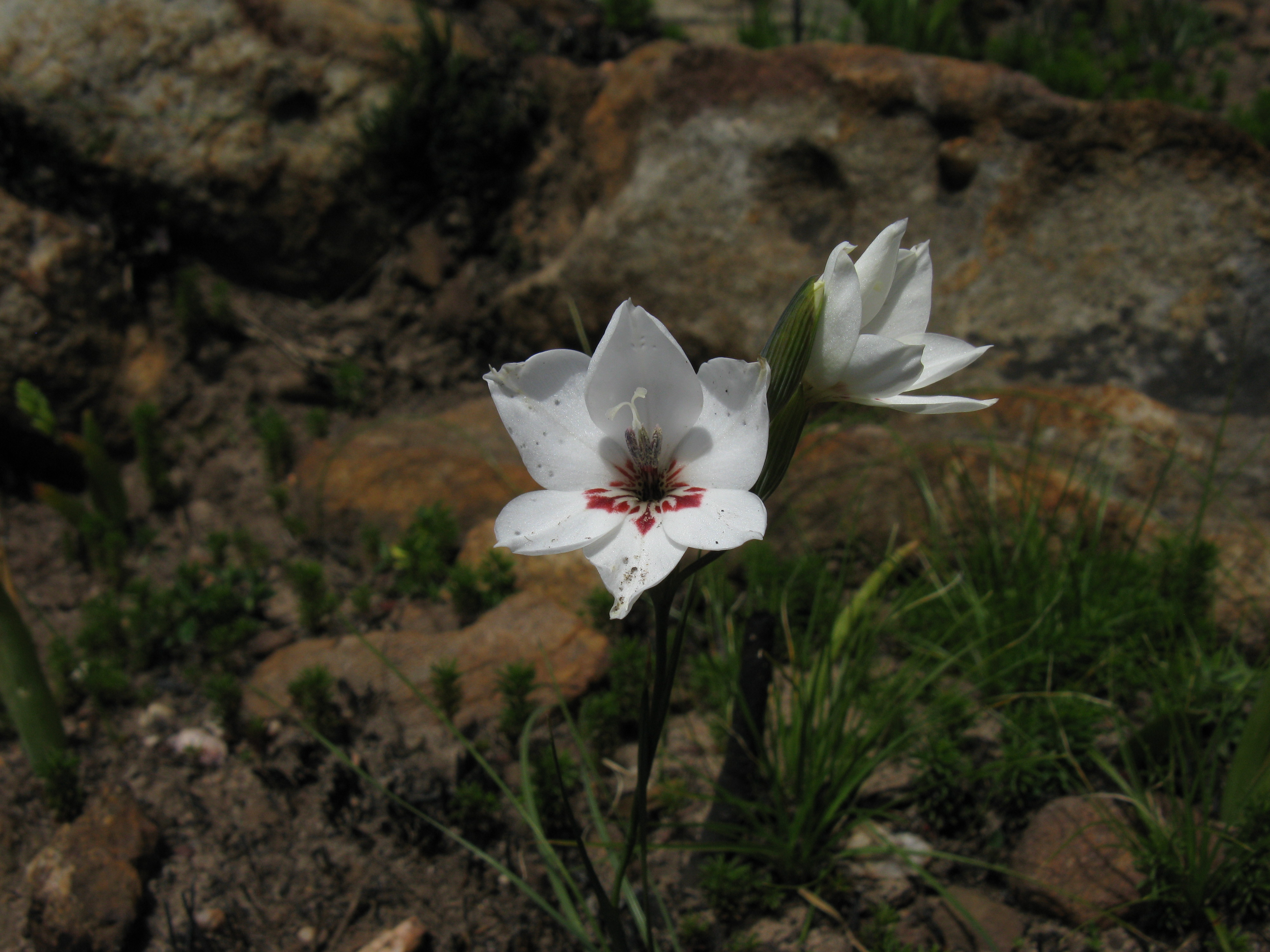
Vista de la planta

## Descripción
Gladiolus debilis se encuentra en las laderas rocosas de piedra arenisca en el suroeste de la Provincia del Cabo donde florecen en primavera con flores blancas con marcas rojas en los tépalos inferiores.

## Taxonomía
Gladiolus debilis fue descrita por  John Bellenden Ker Gawler y publicado en Botanical Magazine 52: , t. 2585. 1825.
Etimología
Gladiolus: nombre genérico que se atribuye a Plinio y hace referencia, por un lado, a la forma de las hojas de estas plantas, similares a la espada romana denominada "gladius". Por otro lado, también se refiere al hecho de que en la época de los romanos la flor del gladiolo se entregaba a los gladiadores que triunfaban en la batalla; por eso, la flor es el símbolo de la victoria.
debilis: epíteto latíno que significa "débil".
Sinonimia
- Geissorhiza albens E.Mey.
- Gladiolus cochleatus Sweet
- Gladiolus debilis var. cochleatus (Sweet) G.J.Lewis
- Gladiolus debilis var. debilis
- Gladiolus lambda Klatt[7][8]